# Operazione Junction City
L'operazione Junction City fu una delle più grandi operazioni offensive di "individuazione e distruzione" (Search and Destroy) effettuata dalle forze americane, in cooperazione con reparti dell'esercito sud-vietnamita, durante la guerra del Vietnam; la vasta offensiva combinata, condotta sotto la direzione della II Field Force, Vietnam, responsabile delle operazioni nella III e nella IV Regione militare del Vietnam del Sud, prevedeva di attaccare le forze Vietcong presenti nella cosiddetta Zona di guerra C, nella provincia di Tay Ninh, a nord-ovest di Saigon.
Rapporti dell'intelligence americana localizzavano in questa area il fantomatico COSVN (Central Office of South Vietnam), il presunto quartier generale delle forze comuniste del Fronte di Liberazione nazionale. Le operazioni durarono per circa tre mesi e incontrarono la vivace resistenza delle forze vietcong che sferrarono alcuni violenti attacchi, peraltro respinti con perdite dalle preponderanti forze americane; nonostante questi successi e il grande spiegamento di forze (oltre 40 000 uomini e l'equivalente di tre intere divisioni americane) i risultati furono solo momentanei.

Il nemico sfuggì ancora una volta alla distruzione e riguadagnò in breve tempo le posizioni perdute; del fantomatico, e forse inesistente, COSVN non venne trovata traccia, essendo stato verosimilmente trasferito preventivamente al sicuro in Cambogia.

## Storia

### Alla ricerca del COSVN
All'inizio del 1967 il generale William Westmoreland, comandante in capo del MACV, aveva deciso, in linea con il suo piano di guerra delineato al presidente Johnson nell'estate 1965, di incrementare ancora l'intensità delle operazioni offensive delle forze americane, continuamente aumentate di numero, per sfruttare gli apparenti successi dell'anno prima e infliggere maggiori perdite al nemico, costringendolo ad abbandonare i suoi piani insurrezionali.
In questa fase il generale concentrò le sue attenzioni soprattutto sulle roccaforti vietcong localizzate nelle regioni a nord-ovest di Saigon e quindi pericolosamente vicine alla capitale; a gennaio diede avvio alla mastodontica operazione Cedar Falls contro il cosiddetto Triangolo di Ferro, conclusa in marzo con risultati piuttosto limitati, nonostante gli enormi mezzi impiegati, le vaste distruzioni e gli spostamenti di popolazioni contadine a scopi strategici. In febbraio Westmoreland decise di sferrare un'operazione di "individuazione e distruzione" (Search and Destroy) ancor più ambiziosa: diretta contro la Zona di Guerra C (cioè la provincia di Tay Ninh) mirava a schiacciare la efficiente 9ª Divisione vietcong e soprattutto a localizzare e distruggere il cosiddetto COSVN (Central Office of South Vietnam). 

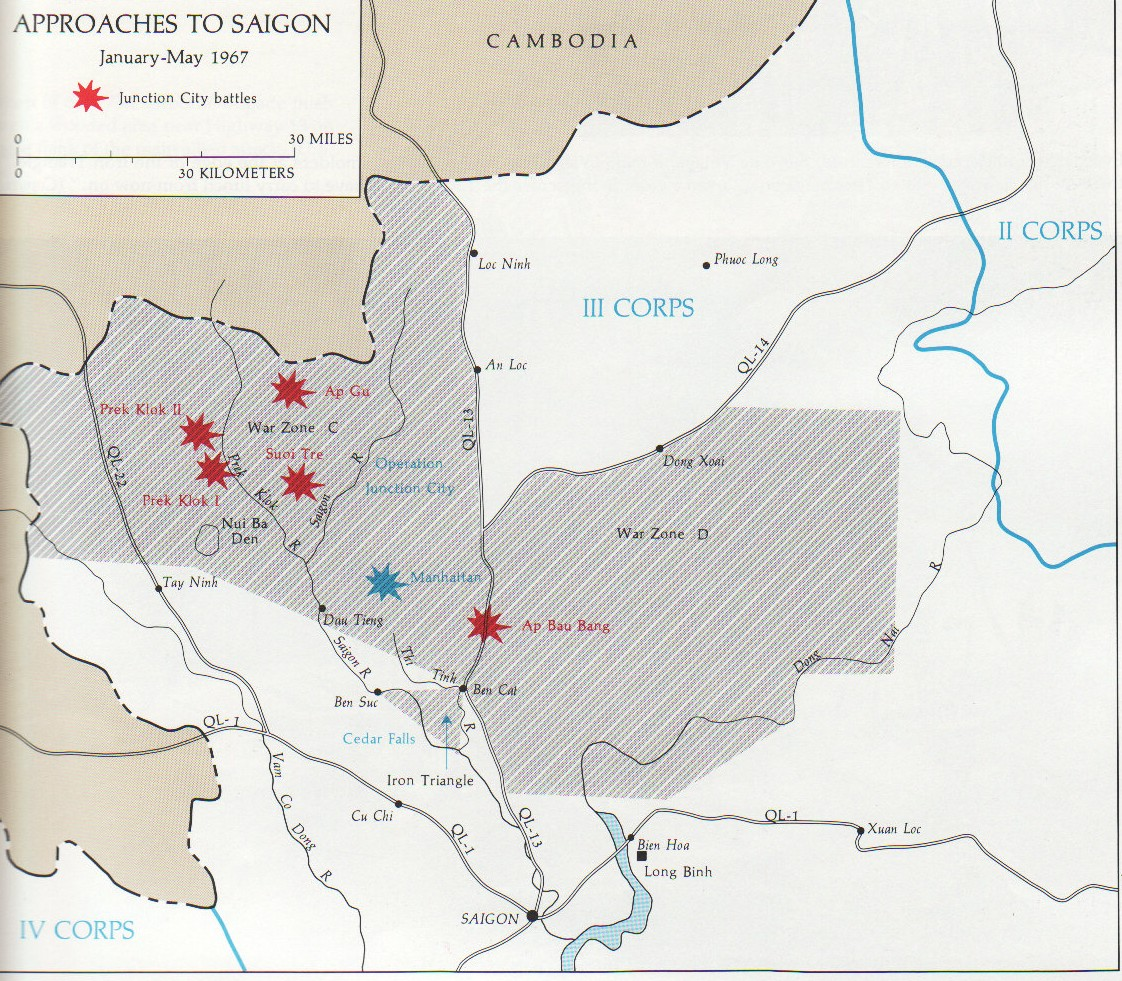
Mappa della Zona di guerra C (provincia di Tay Ninh) interessata dall'operazione Junction City.

Nella terminologia americana si indicava con questa sigla il "mitico" quartier generale comunista (in vietnamita Văn phòng Trung ương Cục miền Nam) che apparentemente dirigeva dalla boscaglia sudvietnamita l'insurrezione contro il governo filoamericano e prendeva le direttive direttamente dal governo di Hanoi. Nelle semplicistiche elaborazioni dell'intelligence americana, il COSVN, guidato dall'abile generale nordvietnamita Nguyễn Chí Thanh, era prefigurato come una specie di piccolo Pentagono errante nelle foreste, dotato di numeroso personale, di sistemi di comunicazione e di strutture logistiche; nella realtà il generale Chi Thanh e i suoi principali collaboratori, il misterioso generale Tran Do e il generale Trần Văn Trà  (il responsabile militare del FLN), disponevano di pochissimi mezzi e il fantomatico COSVN si riduceva ad un minuscolo posto di comando estremamente mobile, ma dotato di notizie aggiornate (grazie all'infiltrazione comunista nelle strutture amministrative del Vietnam del Sud) e quindi in grado di anticipare le mosse americane e sfuggire alle ricerche del nemico.

In particolare, sembra che il colonnello nordvietnamita Dinh Thi Van sia riuscito ad infiltrare un suo agente addirittura all'interno di circoli sociali frequentati da importanti generali sudvietnamiti e dallo stesso generale Westmoreland.
Il nuovo piano, ottimisticamente delineato da Westmoreland e i suoi collaboratori e denominato "operazione Junction City", prevedeva l'impiego di forze imponenti: gran parte della 1ª e della 25ª Divisione fanteria, le truppe aviotrasportate della 173ª Brigata aviotrasportata e grossi elementi corazzati dell'11º Reggimento di cavalleria corazzata. Per impedire al nemico di sfuggire si prevedeva di stendere un ferreo sbarramento di truppe a nord dell'area interessata (rafforzato anche da uno spettacolare lancio di paracadutisti a nord-ovest) e poi di penetrare da sud nella Zona di guerra C con i mezzi corazzati della cavalleria corazzata e della 2ª Brigata della 25ª Divisione.
Westmoreland e il generale Jonathan Seaman, il comandante della II Field Force, Vietnam, responsabile della condotta delle operazioni nella III e IV Regione militare del Vietnam del Sud, contavano di organizzare un vero cerchio di ferro e di impedire al nemico la fuga in Cambogia, distruggendo le sue forze e disorganizzando o catturando il COSVN.

### Incudine e martello

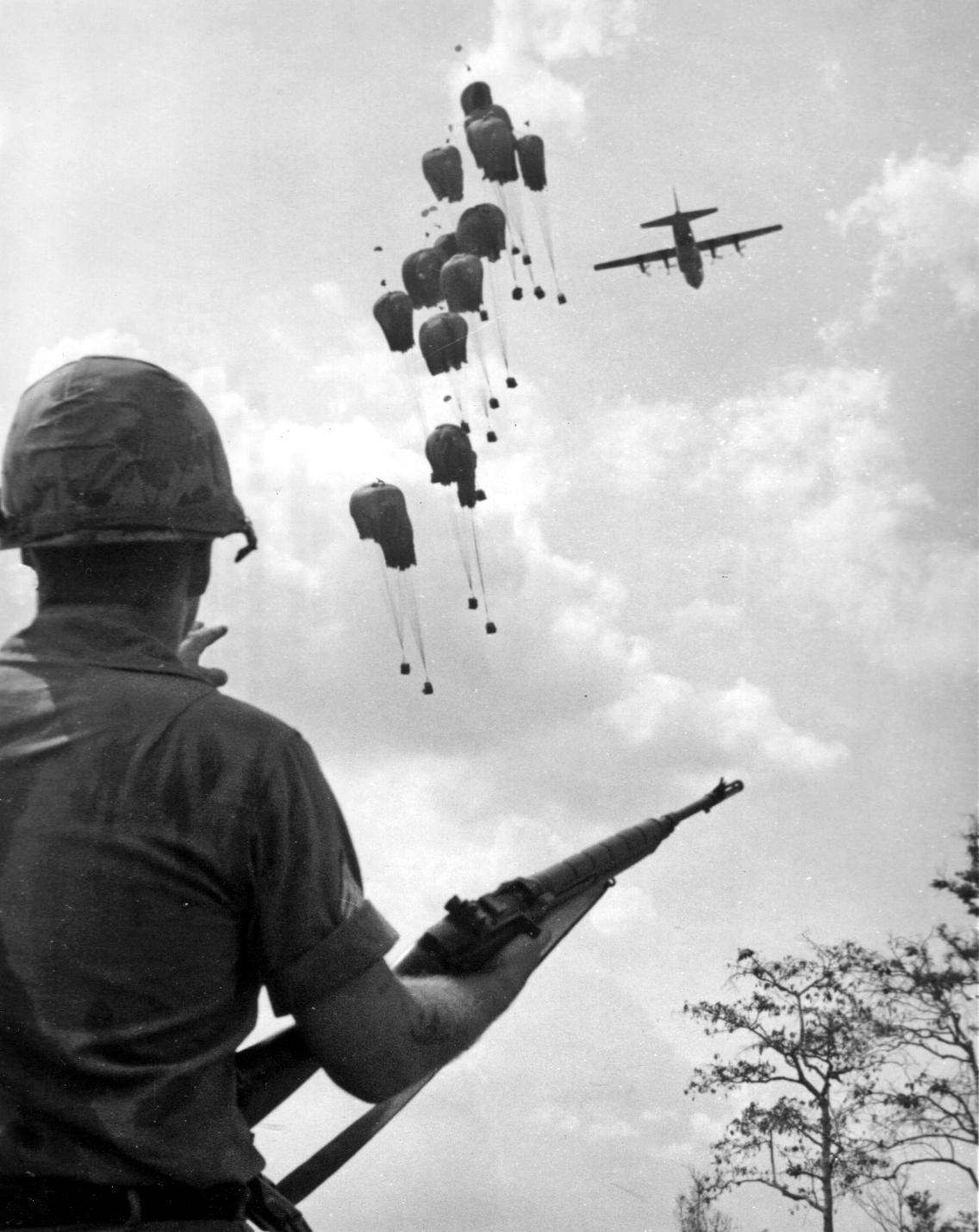
Aviolancio di equipaggiamenti per le truppe americane durante l'operazione Junction City.

Le forze americane della II Field Force, Vietnam diedero inizio all'operazione il 22 febbraio 1967 (mentre era ancora in corso "Cedar Falls"); la manovra iniziale venne condotta dalle due divisioni di fanteria, la 1ª (comandata dal maggior generale William DePuy) e la 25ª (maggior generale Frederick Weyand), che si portarono a nord dell'area interessata per costituire lo sbarramento a ferro di cavallo su cui schiacciare, secondo i piani americani, le forze della 9ª Divisione vietcong. Contemporaneamente al movimento della fanteria (otto battaglioni con 249 elicotteri), si svolse nello stesso giorno anche il lancio dei paracadutisti (l'unico lancio effettuato durante l'intera guerra del Vietnam e il più grande dai tempi della operazione Market Garden della seconda guerra mondiale) del II battaglione/503º reggimento aviotrasportato della 173ª Brigata aviotrasportata, che entrarono in azione a ovest dello schieramento della 1ª e della 25ª divisione di fanteria.
Le operazioni ebbero apparente successo, le posizioni vennero raggiunte senza incontrare grande resistenza, e quindi il 23 febbraio entrarono in azione da sud le forze meccanizzate dell'11º Cavalleria corazzata e della 2ª Brigata della 25ª Divisione; il "martello" dei corazzati avrebbe dovuto respingere le forze vietcong contro l'"incudine" della fanteria e degli aviotrasportati posizionati a nord e a ovest, non dando possibilità di scampo al nemico.
Nella realtà, le forze vietcong, mobilissime ed elusive come sempre, riuscirono ancora una volta ad evitare la distruzione e, al contrario, sferrarono alcuni attacchi in massa di disturbo per infliggere perdite e logorare il nemico, mantenendo costantemente l'iniziativa tattica delle operazioni. Il 28 febbraio e il 10 marzo a Plek Klok infuriarono duri scontri con le forze americane, sostenute da un poderoso potenziale di fuoco aereo e dal massiccio sostegno dell'artiglieria; gli attacchi vietcong vennero respinti ma i risultati strategici furono nel complesso deludenti.

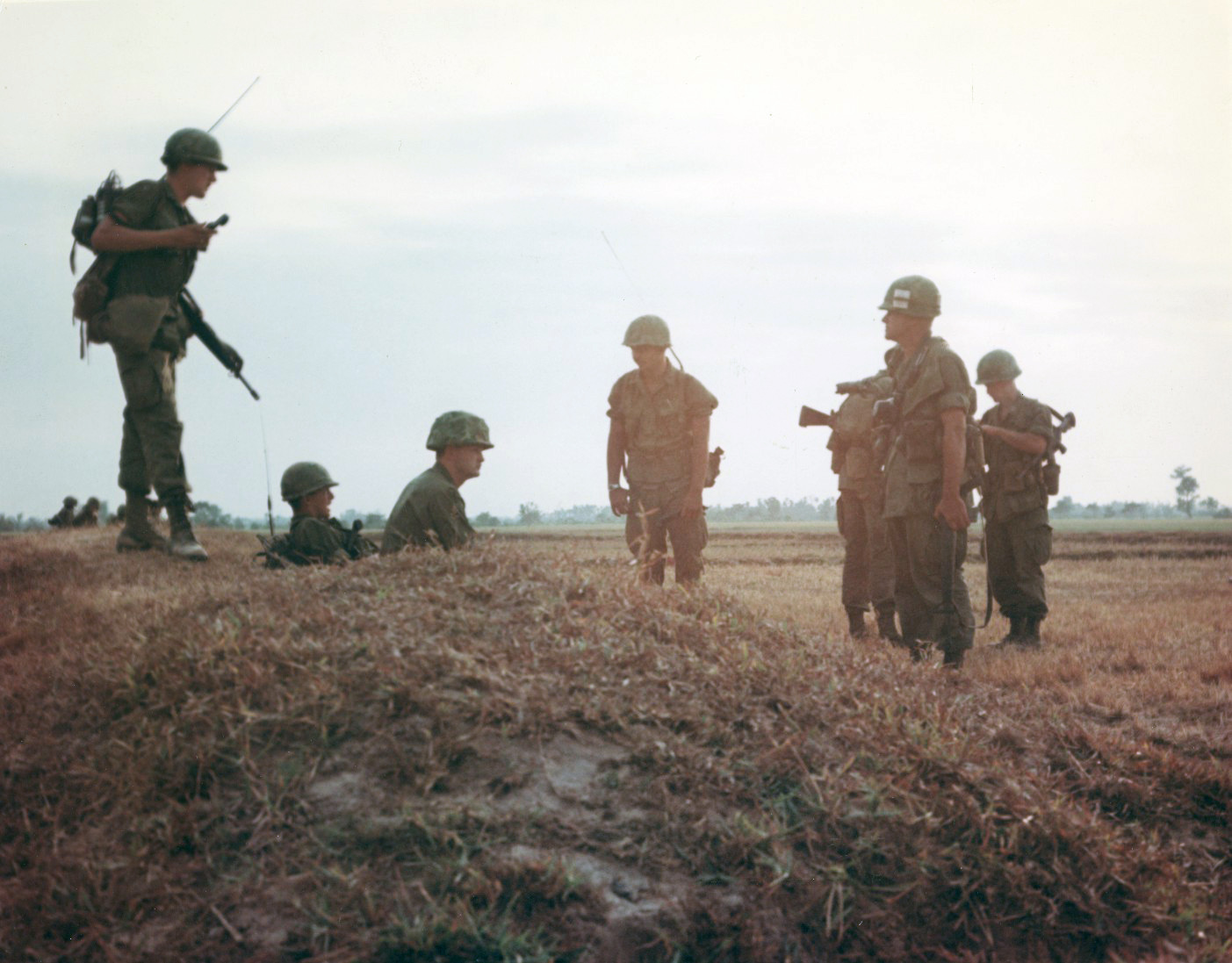
Soldati della 25ª Divisione fanteria statunitense in azione durante una missione Search and Destroy.

Il 18 marzo 1967, il generale Bruce Palmer jr., nuovo comandante della II Field Force, Vietnam, in sostituzione del generale Seaman, sferrò quindi la seconda fase di Junction City, questa volta diretta più a est e condotta ancora dai reparti meccanizzati della 1ª Divisione fanteria e dell'11º Cavalleria, rinforzate questa volta dalla 1ª Brigata della 9ª Divisione fanteria (tra cui il 5º reggimento cavalleria). Questa manovra diede origine alla battaglia più dura dell'intera operazione, il 19 marzo a Ap Bau Bang il 273º reggimento vietcong mise in serie difficoltà la cavalleria corazzata americana che tuttavia riuscì a respingere l'attacco grazie anche ad un enorme impiego di potenza di fuoco.
Nei giorni successivi le forze vietcong sferrarono altri due attacchi in forze, a Suoi Tre il 21 marzo ed a Ap Gu il 1º aprile, contro l'anello nord dello sbarramento americano, costituito da reparti della 1ª e della 25ª Divisione di fanteria; entrambi gli assalti vennero sanguinosamente respinti, e la 9ª Divisione vietcong ne uscì seriamente indebolita, anche se ancora in grado di combattere e, all'occorrenza, di ripiegare al sicuro in aree contigue al confine cambogiano.
Il 16 aprile il comando americano della II Field Force, in accordo con il MACV, decise di proseguire le operazioni con una terza fase dell'operazione Junction City; fino al 14 maggio alcune unità della 25ª Divisione fanteria americana, intrapresero lunghe e estenuanti attività di ricerca del nemico, inoltrandosi nella boscaglia, rastrellando villaggi e recuperando parecchio materiale logistico vietcong, ma con scarsi contatti con le unità comuniste, ormai prudentemente passate ad un atteggiamento difensivo e di salvaguardia delle proprie forze.

### Risultati

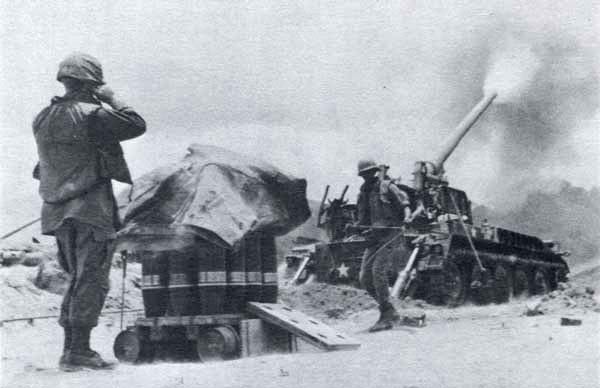
Fuoco dell'artiglieria pesante semovente americana (cannone M107) contro le presunte postazioni vietcong.

Nonostante le ottimistiche asserzioni dei generali americani e le eccezionalmente positive valutazioni pubbliche espresse dal generale Westmoreland, anche l'operazione Junction City, nonostante l'enorme spiegamento di mezzi, si concluse con un sostanziale fallimento strategico; la provincia di Tay Ninh venne rastrellata a fondo e le forze vietcong subirono perdite di rilievo; inoltre venne raccolto un cospicuo bottino, costituito tra l'altro da 810 t di riso, 600 t di armi leggere, 500 000 pagine di documenti. Secondo i calcoli del comando americano la 9ª Divisione vietcong uscì seriamente indebolita dalle operazioni, subendo la perdita di 2728 morti, 34 uomini catturati e 139 disertori; tuttavia anche le perdite americane non furono trascurabili, ammontando a quasi 300 morti e oltre 1500 feriti.
Dopo le operazioni, le forze americane vennero come sempre richiamate in altre zone operative e quindi il territorio, apparentemente assicurato al saldo controllo del governo sudvietnamita, cadde ben presto nuovamente preda dell'infiltrazione dei vietcong ritornati in forze dai loro santuari cambogiani; anche il campo di aviazione costruito a Katum venne abbandonato.
Quando le truppe americane trovarono, in alcuni depositi del nemico, 120 bobine di pellicola e attrezzature logistiche per la stampa di documenti, il comando del MACV ipotizzò finalmente di aver individuato il famoso COSVN; in realtà le cose erano ben diverse. Il quartier generale mobile e estremamente ridotto, guidato da alcuni misteriosi e celebri personaggi come i generali Chi Thanh, Tran Van Tra e Tran Do, aveva ripiegato prontamente in Cambogia, mantenendo la sua operatività e vanificando completamente le speranze americane.
Con un enorme consumo di mezzi e di equipaggiamenti, tra cui 366 000 proiettili di artiglieria e 3235 t di bombe, le forze americane avevano inflitto perdite al nemico e dimostrato la notevole capacità delle forze aviotrasportate e anche delle forze meccanizzate (utili anche in quell'impervio territorio); ma strategicamente anche Junction City aveva mancato gli obiettivi più importanti e non aveva condotto alla attesa svolta decisiva della guerra.